# Carlo Granelli
Carlo Granelli (* 21. Februar 1671 in Mailand; † 3. März 1739 in Wien) war ein italienisch-österreichischer Jesuit, Historiker und Numismatiker.

## Leben
Carlo Granelli trat in seinem 16. Lebensjahr im Dezember 1687 in Mailand als Novize in den Jesuitenorden ein. Nach den ersten Jahren seiner Ausbildung wurde er 1690 Grammatiklehrer im Jesuitenkolleg von Fiume. Von 1691 bis 1693 studierte er Philosophie in Graz und begann nach kurzer Lehrtätigkeit in Görz 1695 in Graz das Studium der Theologie, das er in Wien fortsetzte und mit der Erlangung der Doktorwürde abschloss. Nach der Beendigung seiner Studien und der Ablegung seiner Gelübde unterrichtete er in mehreren Lehranstalten seines Ordens, so von 1700 bis 1704 Mathematik und Philosophie in Wien sowie 1705 Kontroverstheologie in Graz. Anschließend kehrte er nach Wien zurück, ließ sich hier dauerhaft nieder und wirkte hier seit 1710 als Professor der Theologie.
Zur Verteidigung bei einer Doktorpromotion verfasste Granelli einen Abriss der Topographie Österreichs mit einer Rekonstruktion der Geschichte der in den verschiedenen Provinzen des Hauses Habsburg gelegenen Städte (Germania Austriaca, seu Topographia omnium Germaniae provinciarum augustissimae domui Austriacae hereditario jure subjectarum …, Wien 1701, mit Landkarten). In diesem Werk verfolgte der Autor auch die politische Absicht, die Wiederherstellung und Stärkung der habsburgischen Autorität in ihren Erblanden nach dem Ende der türkischen Militäroffensiven zu schildern und die Rolle der Jesuiten im schwierigen 16. und 17. Jahrhundert herauszustreichen,  Die Schrift wurde nach Granellis Tod in 1752 und 1756 veröffentlichten Ausgaben zu einem Handbuch erweitert und vermittelt eine Kenntnis der damaligen Zustände der Provinzen Österreich, Steiermark, Kärnten, Krain, Tirol und Schwaben. Die daraus entnommene und vom Jesuiten Anton Erber verbesserte Topographie Steiermarks wurde auch gesondert gedruckt (Topographia Ducatus Styriae, Wien 1727), ebenso die Topographie Kärntens und Krains (Topographia Carinthiae et Carniolae, Wien 1728).
Zum Zweck einer anderen Promotion besorgte Granelli eine neue Ausgabe der vom Jesuiten Philippe Couplet verfassten Chronologie der chinesischen Geschichte (Tabula chronologica Monarchiae Sinicae, Wien 1703), die aber bald veraltet war. Seine Schilderung des glücklichen Zustands Spaniens unter den Regenten aus dem Haus Habsburg (Hispania ter quaterque beata in septem Austriacis regibus, Wien 1704) ist zu panegyrisch, als dass sie Anspruch auf geschichtlichen Wert erheben könnte.
Größere Verdienste erwarb sich Granelli im Fach der Numismatik. Das von ihm angelegte Münzkabinett galt, was die Seltenheit und die Auswahl der einzelnen Stücke betrifft, als eine der vorzüglichsten Privatsammlungen im deutschen Sprachraum. Sie gab dem bekannten Numismatiker Erasmus Fröhlich, Granellis Schüler, Veranlassung zu mehreren bedeutenden Abhandlungen. Da Granelli seit dem Jahr 1710 fast 30 Jahre lang Beichtvater der Kaiserin Wilhelmine Amalie, Gemahlin Josephs I., war, benutzte er den hierdurch gewonnenen Einfluss, um die Erlaubnis und Finanzierung zu Ausgrabungen in allen Teilen der Monarchie zu erhalten. So gelangte er in den Besitz seltener und vieler zuvor unbekannter Münzen. Die kostbare Sammlung wurde nach seinem Tod nebst dem von ihm verfassten genauen Katalog im Jesuitenkloster zu Wien aufbewahrt und nach der Aufhebung des Ordens 1773 mit dem kaiserlichen Münzkabinett vereinigt. Dadurch blieb sie der Wissenschaft erhalten. Granelli starb am 3. März 1739 im Alter von 68 Jahren in Wien.